# 장문익 (2001년)
장문익 (2001년 3월 20일 ~ )은 대한민국의 가수이자, 과거 대한민국의 보이 그룹 DKZ의 멤버였다.

## 출연작

### 드라마
- 2019년 투니버스 《조아서 구독중》- 서준 역
- 2020년 투니버스 《조아서 먹방중》-서준 역

### 예능
- MBC 《미스터리 음악쇼 복면가왕》- 연예인 판정단, 가왕석을 향해 삼총사 해쳐모여! 달타냥 (참가자)